# Barnaby Jones
Barnaby Jones ist eine US-amerikanische Kriminalserie des Produzenten Quinn Martin. Sie ist ein Ableger der Serie Cannon.

## Handlung
Der Privatdetektiv Barnaby Jones geht nach vielen Berufsjahren in Pension und gibt sein Detektivbüro an seinen Sohn Hal weiter. Dieser wird jedoch kurz darauf während einer Ermittlung ermordet. Jones kehrt aus dem Ruhestand zurück und schließt sich mit seiner Schwiegertochter zusammen, um den Mörder zu überführen. Als dies gelingt, beschließen beide, zukünftig zusammenzuarbeiten und das Detektivbüro fortan gemeinsam zu betreiben.
Da sich Jones bereits zu Serienbeginn im Rentenalter befand, gab es in der Serie nur wenige Actionsequenzen mit ihm. Üblicherweise wurden Kampfszenen und Verfolgungen von anderen übernommen; neben seiner Schwiegertochter rückte im Laufe der Serie „J.R.“ Jones in den Fokus, ein weitläufiger Verwandter und Absolvent der Law School.
Die Produzenten konnten für die Serie, insbesondere in der ersten Staffel, zahlreiche bekannte Gaststars verpflichten, darunter Stefanie Powers, William Shatner, Leslie Nielsen, Meg Foster und Nick Nolte. In späteren Staffeln traten unter anderem Don Johnson, Sean Penn, James Woods und Tommy Lee Jones auf.

### Hintergrund
Zwischen Cannon und dessen Ableger Barnaby Jones kam es zu zwei Crossover-Auftritten.
Schon in der Pilotfolge von Barnaby Jones wirkte Cannon mit, weil die Folge (Requiem for a Son) ursprünglich als Backdoor-Pilot zu Beginn der zweiten Staffel von Cannon eingesetzt werden sollte.
Ein weiteres Crossover gab es in der vierten Staffel von Barnaby Jones. Die erste Folge der Staffel (The Deadly Conspiracy) ist eine Fortsetzung der zweiten Folge in der fünften Staffel von Cannon (ebenfalls The Deadly Conspiracy).

### DVD-Veröffentlichung
Im Februar 2010 wurde die komplette erste Staffel der Serie in den USA auf DVD veröffentlicht. Es folgten die weiteren Staffeln sowie die Gesamtbox der Serie in zwei unterschiedlichen Designs.

## Auszeichnungen
- 1975: Golden-Globe-Award-Nominierung
- 1976: Golden-Globe-Award-Nominierung
- 1977: Emmy-Nominierung
- 1979: Emmy-Nominierung